# یخسار جنوبگان باختری

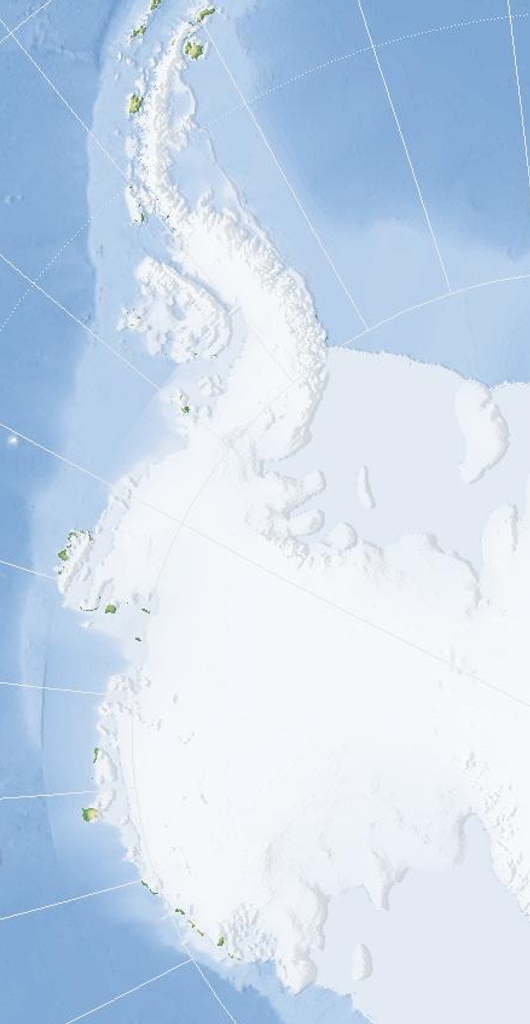
نقشه یخسار جنوبگان باختری

یخسار جنوبگان باختری (انگلیسی: West Antarctic Ice Sheet) بخشی از یخسار جنوبگان است که جنوبگان باختری را می‌پوشاند. این یخسار از نوع یخسارهای دریایی به‌شمار می‌رود، یعنی بستر آن در زیر سطح آب‌های آزاد قرار داشته و کناره‌های آن در یخ‌های فلات قاره غوطه‌ور است. یخسار جنوبگان باختری توسط یخ‌تاق راس، یخ‌تاق ران و یخچال‌های بیرونی که به دریای آموندسن تخلیه می‌شوند، احاطه شده‌است.
حجم یخ یخسار جنوبگان حدود ۲۵٫۴ میلیون کیلومتر مکعب برآورد شده‌است که یخسار جنوبگان باختری کمتر از ده درصد این مقدار یعنی حدود ۲٫۲ میلیون کیلومتر مکعب از آن را تشکیل داده است. وزن توده یخ باعث فرورفتن بستر زیرین آن به میزان نیم تا یک کیلومتر شده که این فرایند با نام ایزوستازی شناخته می‌شود.